# Tal till nationen
Tal till nationen är i Sverige ett offentligt tal som hålls av statschefen eller statsministern i samband med en nationell kris.[källa behövs] Syftet är oftast att lugna befolkningen, informera om regeringsåtgärder och förmedla en känsla av nationell sammanhållning. Detta tal kan jämföras med Oval Office address, som den amerikanska presidenten håller i Vita huset.
Tal till nationen har i Sverige endast hållits vid åtta tillfällen, varav två av statsminister Stefan Löfven och tre av Ulf Kristersson.

## Historia kring tal till nationen
Behovet av att kommunicera direkt med befolkningen i kristider har funnits länge. Under 1700-talet var kungörelser en vanlig metod i Sverige, där beslut och tillkännagivanden från kungen lästes upp i kyrkorna enligt 1686 års kyrkolag.
Under 1900-talet blev massmedier som radio och tv viktiga för att snabbt sprida budskap till hela befolkningen. Under andra världskriget använde Winston Churchill radion för att samla det brittiska folket, och Franklin D. Roosevelt höll sina berömda "fireside chats" för att lugna den amerikanska allmänheten under den stora depressionen och andra världskriget.

### Tal till nationen i Sverige
I Sverige har tal till nationen oftast hållits av statsministern snarare än statschefen, eftersom regeringen har det faktiska ansvaret för krishantering. Dessa tal har vanligen syftat till att informera om allvarliga situationer, beskriva vilka åtgärder som vidtas och betona vikten av nationell sammanhållning. Genren förekommer sparsamt i Sverige och har endast använts vid ett fåtal tillfällen.
Den 9 februari 1992 höll statsminister Carl Bildt ett tal till nationen i Sveriges Television med anledning av John Ausonius. Detta var första gången en svensk statsminister explicit använde genren "tal till nationen". ”Ärade tv-tittare” inledde statsministern talet och talade från sitt skrivbord i Rosenbad och syftade till att lugna befolkningen samt uttrycka stöd för invandrare som kände oro över attentaten. Talet präglades av en klassisk struktur där statsministern försäkrade att staten vidtog åtgärder för att skydda sina medborgare.
Även om Carl Bildts tal 1992 ofta ses som det första moderna svenska talet till nationen, finns det andra historiska exempel som uppfyller flera av genrens kriterier. Ett av de tidigaste talen som kan betraktas som ett svenskt tal till nationen är statsminister Per Albin Hanssons radiotal den 1 september 1939, efter Tysklands invasion av Polen. Hansson inledde talet med de ödesmättade orden ”Det förfärliga har inträffat” och betonade vikten av att Sverige höll sig utanför kriget. Han försäkrade att regeringen hade vidtagit åtgärder för att stärka försvaret och uppmanade folket till vaksamhet och sammanhållning. Olof Palmes nyårstal 1970 berörde de stora samhällsförändringar som Sverige stod inför, såsom urbanisering och invandring. Han talade om ”uppbrottets tid” och lyfte fram social sammanhållning och solidaritet.
Trots att termen tal till nationen historiskt endast hållits av statsministern har det blivit vanligare att partiledare för andra partier talar till nationen kring aktuella händelser. Socialdemokraternas partiledare Magdalena Andersson höll ett tal till nationen om Sveriges inträde i Nato. Även Sverigedemokraternas partiledare Jimmie Åkesson har hållit tal till nationen vid flera tillfällen såsom under covid-pandemin, EU-valet 2024, och om det ökade våldet 2023.

#### Kungliga tal
Långt innan statsministrar började hålla tal till nationen var det kungen som hade privilegiet att kommunicera direkt med folket. Gustaf V var den första svenska monarken att använda radion för att nå ut till allmänheten. Redan 1914 höll han det så kallade Borggårdstalet, där han trotsade den sittande regeringen, vilket utlöste Borggårdskrisen, och argumenterade för en annan politisk inriktning inför hotet om ett europeiskt storkrig. Även om detta tal skedde i en annan politisk kontext kan det ses som en tidig form av direktkommunikation med nationen i en kritisk tid.
Kung Carl XVI Gustaf har hållit tal som samlat nationen vid stora tragedier, även om han i modern tid inte innehar den politiska makt som tidigare kungar hade. Ett tal som gav tröst var den vid minnesceremonin för offren från tsunamikatastrofen i Sydostasien. Även om detta tal uppfattades som riktat till hela nationen, skiljer det sig i både situation och innehåll från traditionella tal till nationen. Ett annat tal var konungens hälsning till Sverige med anledning av covid-19-pandemin.

### Statsministern talar
Sedan åtminstone 1992 har termen tal till nationen haft en central roll i att samla det svenska folket vid kriser och nationella händelser. Trots detta har Sveriges statsminister hållit offentliga tal kring nationella händelser utan att benämna talet som ett "tal till nationen". Statsminister Göran Persson höll ett tal i samband med mordet på utrikesminister Anna Lindh. Talet var främst ett minnes- och hyllningstal för Lindh, där han lyfte fram hennes personliga och politiska egenskaper, samt uttryckte saknaden efter henne. Persson tog även upp de större teman för ett tal till nationen, där han betonade medmänsklighet och vikten av att stå upp för demokratin.

## Retorisk stil
Tal till nationen skiljer sig från vanliga politiska tal genom sitt formella och inkluderande språkbruk. Det syftar till att skapa ett nationellt "vi" och undviker oftast partipolitiska ställningstaganden. Talaren förmedlar budskapet i en lugn och auktoritativ ton, ofta med en personlig och vänlig ansats för att skapa förtroende.
I internationell kontext har formatet varierat. I USA sker presidentens "address to the nation" vanligen från Ovala rummet och inleds ofta med "My fellow Americans". I Storbritannien har premiärministrar anpassat sina tal beroende på omständigheterna, ibland hålls de i parlamentet och sänds sedan via radio eller tv. Under senare år har det blivit vanligt att premiärministern håller talet på Downing Street.

## Lista över svenska tal till nationen
| Datum             | Statsminister       | Parti              | Anledning                                      | Tittarsiffror |
| ----------------- | ------------------- | ------------------ | ---------------------------------------------- | ------------- |
| 9 februari 1992   | Carl Bildt          | Moderaterna        | Med anledning av Lasermannens våldsdåd         | —             |
| 11 september 2003 | Göran Persson       | Socialdemokraterna | Mordet på utrikesministern Anna Lindh          | —             |
| 22 mars 2020      | Stefan Löfven       | Socialdemokraterna | Covid-19-pandemin i Sverige                    | 3 012 000     |
| 22 november 2020  | Stefan Löfven       | Socialdemokraterna | Covid-19-pandemin i Sverige                    | 1 090 000     |
| 1 mars 2022       | Magdalena Andersson | Socialdemokraterna | Rysslands invasion av Ukraina                  |               |
| 28 september 2023 | Ulf Kristersson     | Moderaterna        | Med anledning av det ökade grova våldet        |               |
| 7 mars 2024       | Ulf Kristersson     | Moderaterna        | Med anledning av Sveriges inträde i Nato.      |               |
| 9 februari 2025   | Ulf Kristersson     | Moderaterna        | Med anledning av Skolskjutningen i Örebro 2025 |               |